# Amerikanisch-samoanische Beachhandball-Nationalmannschaft der Männer
Die amerikanisch-samoanische Beachhandball-Nationalmannschaft der Männer repräsentiert den amerikanisch-samoanischen Handball-Verband als Auswahlmannschaft auf internationaler Ebene bei Länderspielen im Beachhandball gegen Mannschaften anderer nationaler Verbände.
Als Unterbau fungiert die Junioren-Nationalmannschaft, das weibliche Pendant ist die amerikanisch-samoanische Beachhandball-Nationalmannschaft der Frauen.

## Geschichte
Die Geschichte des Beachhandballs auf Amerikanisch-Samoa ist eng mit Carl Floor, dem Verbandspräsidenten und Nationaltrainer aller Mannschaften in Personalunion, zusammen. Nachdem er zunächst sein Augenmerk auf die Frauen- und Mädchenmannschaften gelegt hatte und hier binnen Kürze nennenswerte Erfolge erzielte – bei den ersten Junioren-Ozeanienmeisterschaften 2017 gewann die Mannschaft den Titel, qualifizierte sich damit zunächst für die Junioren-Weltmeisterschaften 2017 und dort für die Olympischen Jugendspiele 2018, wo die Mannschaft als erstes Team ihres NOKs an einer Form der Olympischen Spiele antrat sowie mit der kontinentalen Vizemeisterschaft 2018 mit der A-Nationalmannschaft – wurde für die Ozeanienmeisterschaften 2019 auch das erste Mal eine Männermannschaft aufgestellt. Wie bei den Frauen setzte sich diese weitestgehend aus sehr jungen Spielern zusammen, die noch bei den Junioren spielen gekonnt hätten. In der Vorrunde, in der Jeder gegen Jeden spielte, verlor das Team drei seiner vier Spiele, einzig Kiribati wurde im Shootout bezwingen. Damit erreichte die Mannschaft das Halbfinale, wo gegen Australien ebenso wie im Spiel um die Bronzemedaille gegen die Cookinseln verloren wurde. Weitere Einsätze hatte die Mannschaft seitdem aufgrund von Reisebeschränkungen aufgrund der COVID-19-Pandemie nicht.

## Trainer
| Cheftrainer - seit 2018: Carl Sagapolutele Floor | Co-Trainer - seit 2018: Joey Sagupolo |

## Teilnahmen
| World Games - 2001: nicht eingeladen - 2005: nicht eingeladen - 2009: nicht eingeladen - 2013: nicht qualifiziert - 2017: nicht qualifiziert - 2022: nicht qualifiziert World Beach Games - 2019: nicht qualifiziert - 2023: | Weltmeisterschaften - 2001: keine Teilnahme - 2004: keine Teilnahme - 2006: keine Teilnahme - 2008: keine Teilnahme - 2010: keine Teilnahme - 2012: keine Teilnahme - 2014: keine Teilnahme - 2016: keine Teilnahme - 2018: keine Teilnahme - 2020: ausgefallen, nicht qualifiziert - 2022: nicht qualifiziert | Ozeanienmeisterschaften - 2013: keine Teilnahme - 2016: keine Teilnahme - 2018: keine Teilnahme - 2019: 4. - 2020: ausgefallen - 2022: keine Teilnahme |